# Minuartia bulgarica
Minuartia bulgarica  (лат.) — вид двудольных растений рода Минуарция (Minuartia) семейства Гвоздичные (Caryophyllaceae). Под текущим таксономическим названием растение было описано немецким ботаником Петером Гребнером в 1918 году.

## Распространение, описание
Эндемик Болгарии. Произрастает в трещинах скал, на осыпях, бедных и дренированных почвах.
Полукустарниковое либо стелющееся растение размером 5—10 см. Соцветие — сложный зонтик с 1—8 белыми цветками. Лепестки 3—5 мм длиной, чашелистики яйцевидно-ланцетные, с 5—9 прожилками. Цветёт летом.

## Синонимы
Синонимичные названия:
- Alsine bulgarica Velen., 1890basionym
- Minuartia recurva subsp. bulgarica (Velen.) Stoj. & Stef.